# Carasobarbus hajhosseini
Carasobarbus hajhosseini — вид прісноводних риб родини коропових. Описаний у 2024 році.

## Назва
Вид названо на честь Хаджа Хоссейна Джаваді Пура, який є батьком першого автора цього таксона (Араш Джуладе-Рудбар).

## Поширення
Ендемік Ірану. Поширений в річках Гамасіаб, Кахман, Кашкан і Сеймаре в басейні Керхе.